# Thorwald Proll
Thorwald Proll, född 22 juli 1941 i Kassel, är en tysk författare och vänsteraktivist. Proll var medlem i Außerparlamentarische Opposition samt i vad som senare, i maj 1970, blev Röda armé-fraktionen under organisationens inledningsfas under slutet av 1960-talet. Han är äldre bror till Astrid Proll.
Proll deltog den 2 april 1968 i det misslyckade försöket att, i symbolisk protest mot Vietnamkriget, bränna ner två varuhus, Kaufhof och Schneider, i Frankfurt am Main tillsammans med Andreas Baader, Gudrun Ensslin (Prolls dåvarande flickvän) och Horst Söhnlein. Efter rättegång avtjänade Proll 14 månader i fängelse och flydde sedan tillsammans med Baader och Ensslin till Paris. De andra, i det som senare blev Röda armé-fraktionen, uppfattade dock inte Proll som tillräckligt hängiven och övergav honom i Schweiz. 
Proll överlämnade sig själv till polisen i november 1970 och fängslades igen innan han frigavs i oktober 1971. Sedan 1978 bor Proll i Hamburg, där han varit verksam som författare och bokhandlare.